# Syphon Filter 2
Syphon Filter 2 è il secondo capitolo della serie di videogiochi Syphon Filter per PlayStation, sviluppato da SCE Bend Studio e distribuito dalla 989 Studios. È ambientato subito dopo il primo Syphon Filter, mentre Gabe Logan e i compagni del CBDC partono dal Kazakistan per ritornare negli USA.
È un gioco sparatutto/stealth in terza persona, dove si possono interpretare vari agenti segreti incaricati di sventare un terribile piano terroristico che ha come scopo di diffondere un virus mortale nelle falde acquifere di tutto il mondo. Durante il corso del gioco si possono equipaggiare varie armi e completare vari livelli di gioco. Inoltre completando certe missioni in determinati modi si sbloccano vari livelli e personaggi per la modalità a due giocatori.
La colonna sonora è di Chuck Doud.

## Modalità di gioco
Ci sono due modalità di gioco: giocatore singolo e due giocatori.
Nella modalità giocatore singolo il giocatore affronta le missioni vestendo i panni dei due agenti: Gabriel Logan e Lian Xing.
Nella modalità a due giocatori invece i giocatori si sfidano tra loro in deathmatch.
In questa modalità sono presenti molti personaggi e scenari non presenti nella modalità giocatore singolo.

## Livelli

### CD 1
- Montagne del Colorado (Gabe Logan)
- Base Aer. McKenzie: int. (Lian Xing)
- Interstate 70 (Gabe Logan)
- Ponte I-70 (Gabe Logan)
- Base Aer. McKenzie: est. (Lian Xing)
- Treno (Gabe Logan)
- Ultima corsa (Gabe Logan)
- C-130: zona dell'incidente (Gabe Logan)

### CD 2
- Pharcom Expo Center (Gabe Logan)
- Morgan (Gabe Logan e Teresa Lipan)
- Mosca: Club 32 (Lian Xing)
- Mosca: strade del centro (Lian Xing)
- Volkov Park (Lian Xing)
- Gregorov (Lian Xing)
- Prigione di Aljir (Lian Xing)
- Fuga da Aljir (Lian Xing)
- Bio-Laboratori (Gabe Logan)
- Fuga dai Bio-Laboratori (Gabe Logan)
- New York: bassifondi (Gabe Logan)
- New York: sistema fognario (Gabe Logan e Teresa Lipan)
- Finale (Gabe Logan)

## Personaggi
- Gabriel Logan (Doppiato nella versione italiana da Alberto Olivero)
- Lian Xing (Doppiata nella versione italiana da Elisabetta Cesone)
- Teresa Lipan (Doppiata nella versione italiana da Anna Maria Tulli)
- Steven Archer (Doppiato nella versione italiana da Francesco Orlando)
- Dillon Morgan (Doppiato nella versione italiana da Aldo Stella)
- Lyle Stevens (Doppiato nella versione italiana da Claudio Moneta)
- Jason Chance (Doppiato nella versione italiana da Massimiliano Lotti)
- Dr.ssa Elsa Weissinger (Doppiata nella versione italiana da Cristina Giolitti)
- Mara Aramov (Doppiata nella versione italiana da Cristina Giolitti)
- Uri Gregorov (Doppiato nella versione italiana da Gianni Gaude)
- Richard Erikson
- Vladimir Nedobryi
- Derek Falkan (Doppiato nella versione italiana da Ciro Imparato)
- Thomas Holman (Doppiato nella versione italiana da Claudio Moneta)
- Vincent Hadden (Doppiato nella versione italiana da Ciro Imparato)

## Armi

### Pistole
- Glock 17: una 9mm presente nel gioco anche con la versione silenziata.
- Colt M1911: nel gioco viene erroneamente definitiva un'arma a doppia azione.
- Glock 18: pistola simile alla Glock 17 ma con una maggior cadenza di tiro.

### Mitra
- HK5: mitra utilizzato sia dal giocatore che dai nemici affrontati nei diversi livelli. Ha anch'esso una variante silenziata.
- Biz-2: a differenza dell'HK5 contiene un maggior numero di proiettili.

### Fucili d'assalto
- M16: l'arma più utilizzata sia dalle forze nemiche che dalle forze alleate, in grado di sparare colpi singoli o a raffica.
- K3G4: arma immaginaria che permette di eliminare i nemici dotati di giubbotto antiproiettile.
- PK-102: arma simile all'AK-102 utilizzata dalle truppe russe.
- H11: arma dotata di un mirino simile ad un fucile da cecchino e di un caricatore maggiore rispetto agli altri fucili d'assalto.

### Fucili da cecchino
- SIG SG 500 SR: arma immaginaria molto tecnologica.
- SVD Dragunov: arma simile ad un normale fucile da cecchino ma dotata di visione notturna.

### Fucili a pompa
- Mossberg 500: l'unico dei due fucili a pompa ottenibile in ogni missione, contenente 25 munizioni e senza la necessità di ricaricarlo.
- USAS-12: utilizzato solamente nel livello finale per sconfiggere il boss, che indossa un'armatura blindata antiproiettile, spingendolo contro la pala dell'elicottero grazie alla forza dell'arma.

### Lanciagranate
- M79: arma mostrata, erroneamente, in grado di lanciare granate esplosive, spesso in dotazione alle forze nemiche.
- DefTech 37mm Launcher: chiamato lanciatore di gas lacrimogeni, viene utilizzato per stordire le forze di polizia russe.

### Esplosivi
- M67: esplosivo più utilizzato e più presente nel gioco.
- Granata a gas M7 CS: granata contenente gas nervino Soman, utile per eliminare nemici dotati di giubbotto antiproiettile senza far scattare l'allarme.
- C-4: cariche esplosive presenti solamente nelle missioni in cui ne viene richiesto l'utilizzo per completare l'obiettivo.

### Varie
- Air Taser: arma presente nell'inventario in quasi tutte le missioni che, se utilizzata in modo prolungato, permette di incendiare i nemici.
- Hand-Taser: arma presente nelle missioni stealth, che permette di stordire i nemici.
- KA-BAR: coltello da combattimento che permette di eliminare ogni nemico con un singolo colpo ma, per sferrare l'attacco, bisogna essere accanto al bersaglio. Se un bersaglio viene colpito alle spalle viene fatta partire un'animazione.
- Balestra: arma presente in sole due missioni, non letale, utilizzata per stordire i nemici e non dotata di un caricatore.
- Lanciafiamme: arma anch'essa presente in un'unica missione nella quale Gabe Logan, uno dei protagonisti, si ritrova accerchiato da nemici dotati di giubbotto antiproiettile.

### Attrezzatura
- Localizzatore transponder
- Binocolo
- Camera Scrambler
- Modem cellulare
- Giubbotto antiproiettile
- Visore notturno